# キプロス国家守備隊
キプロス国家警備隊（キプロスこっかけいびたい、希: Εθνική Φρουρά、英:  Cypriot National Guard）は、キプロス共和国の国軍。任務は侵略の脅威、あるいは共和国の独立や領土一体性を脅かす行動、あるいは生命や財産の安全を脅かす行為に対処することを目的として、キプロス共和国の防衛に必要なあらゆる措置を講じることである。軍事顧問としてギリシャ軍が守備隊の指導に携わっている。

## 概要
国家警備隊は、1963年から1964年のキプロス危機と、キプロス島におけるギリシャ系キプロス人とトルコ系キプロス人の間の政治的関係の崩壊を受けて、主にギリシャ人で構成される部隊として1964年に設立された。
キプロス国家警備隊は2016年以来、半専門化への移行を目指してきた。2016年の変更で兵役期間は24か月から 14か月に短縮され、約3,000人の職業軍人が雇用された。国民が長い間望んでいたにもかかわらず、これらの変化は政治的な便宜に過ぎないと言われている。ヨーロッパの防衛は、恒久的な構造化協力を通じてキプロスに存在している。政府は島へのあらゆる介入に対する抑止力を高めるよう主張していた国籍に関係なく、キプロス系移民の親を持つ兵役年齢（16歳以上）の島への男性訪問者も兵役の対象となり、兵役を免除されるには合法的に島を出るために国防省の出国ビザを取得する必要がある。
1978年のエジプト軍によるラルナカ国際空港襲撃では同組織がエジプト軍に抵抗し、銃撃戦が続き、エジプト特殊部隊15名とエジプト空軍乗組員3名が死亡、さらにエジプト特殊部隊15名が入院、エジプトのC130が破壊され、エジプトのジープが破壊された。カイロはニコシアと何年も外交関係を断絶していたが、最終的には外交関係が回復した。現在、両国は非常に緊密な戦略的関係を共有している。
2017年2月、海上守備隊はオマーンから海洋巡視船を寄贈される。アル・マブルカ訓練巡視船は排水量930トン、長さ62メートルで、キプロス海軍が以前に運用していたどの船よりもはるかに大きかった。この船は寄贈手続きのために改修および近代化され、大型のヘリコプターパッドと拡張された宿泊設備が装備されたものになる。同年11月28日、キプロス国防省はヘリコプター8機の取得計画を発表した。夜間および全天候能力を備えたSA-342Lガゼル偵察対戦車ヘリコプター4機がフランスから取得され、攻撃ヘリコプター4機がフランスから選定され、入札。空軍の既存のガゼルヘリコプター4機はアップグレードされる予定であり、無人航空機（UAV）も統合された無人航空システムパッケージの一部として模索されていた。

## 装備

### 装甲戦闘車両
- T-80U 主力戦車（ロシア製）×82両[7]
- AMX-30B2 主力戦車（フランス製）×52両[7]
- EE-9 カスカベル 装甲偵察車（ブラジル製）×79両[7]
- BMP-3 歩兵戦闘車（ロシア製）×43両[7]
- レオニダス 装甲兵員輸送車（ギリシャ製）×168両[7]
- VAB 装甲兵員輸送車（フランス製）×126両（派生型含む）[7]
- BOV M16 ミロス 砲兵指揮・観測車両（セルビア製）×8両[7][8]
- EE-3 ヤララカ（ミラン対戦車ミサイル搭載型） 対戦車車両（ブラジル製）×15両[7]
- VAB（HOT対戦車ミサイル搭載型） 対戦車車両（フランス製）×15両[7]

### 支援車両
- AMX-30D 装甲回収車 ×2両[7]
- BREM-80U 装甲回収車 ×不詳[7]

### 火砲・ロケット砲
- ノーラ B-52 アレクサンダー 155mm自走榴弾砲 ×24両[7][8]
- MK F3 155mm自走榴弾砲 ×12両[7]
- ズザナ 155mm自走榴弾砲 ×12両[7]
- M-56 105mm榴弾砲 ×48門[7]
- TR F-1 155mm榴弾砲 ×12門[7]
- BM-21 自走ロケット砲 ×4両[7]
- M-63 プラメン 自走ロケット砲 ×18両[7]
- E-44 81mm迫撃砲 ×170門[7]
- M1/M9 81mm迫撃砲 ×70門以上（保管中）[7]
- RT61 122mm迫撃砲 ×112門[7]

### 対戦車兵器
- M40A1 無反動砲 ×144門[7]
- M1944 100mm対戦車砲 ×6門[7]

### 対空兵器
- 9K37M1-2 ブークM1-2 地対空ミサイル ×4基[7][9][注釈 1]
- アスピーデ 地対空ミサイル ×12基[7]
- 9K331 トールM1 地対空ミサイル ×6基[7]
- ミストラル 地対空ミサイル[7]
- M-55 20mm対空機関砲 ×36基[7]
- GDF-003 35mm対空機関砲（スカイガード対空システム） ×24基[7]

### 対艦兵器
- エグゾセ MM40 地対艦ミサイル ×3システム[7]

### 小火器
- H&K USP
- FN Five-seveN
- M16自動小銃

### 回転翼機
- Mi-35P ハインドE 攻撃ヘリコプター ×11機[7]
- AW139 汎用ヘリコプター ×3機（捜索救難用）[7]
- SA342L1 ガゼル 汎用ヘリコプター ×4機（HOT対戦車ミサイル搭載型）[7]

### 艦艇
「キプロス海軍艦艇一覧」を参照